# Rispel

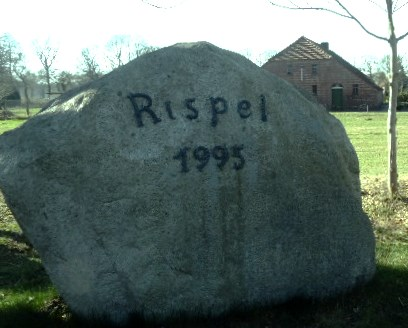
Findling in Wittmund-Rispel

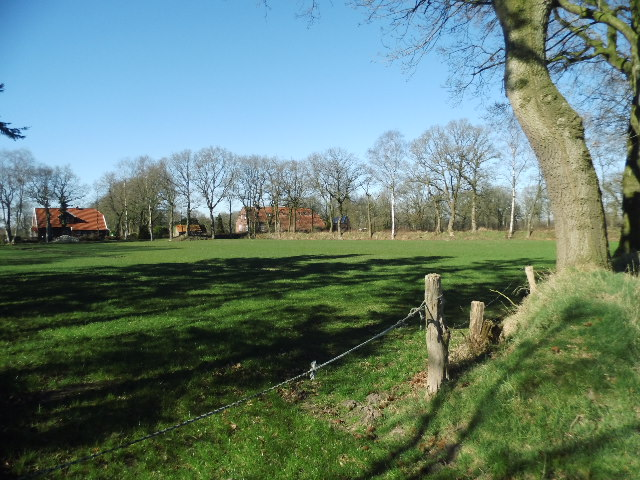
Wallhecken-Wiese in Rispel (Wittmund)

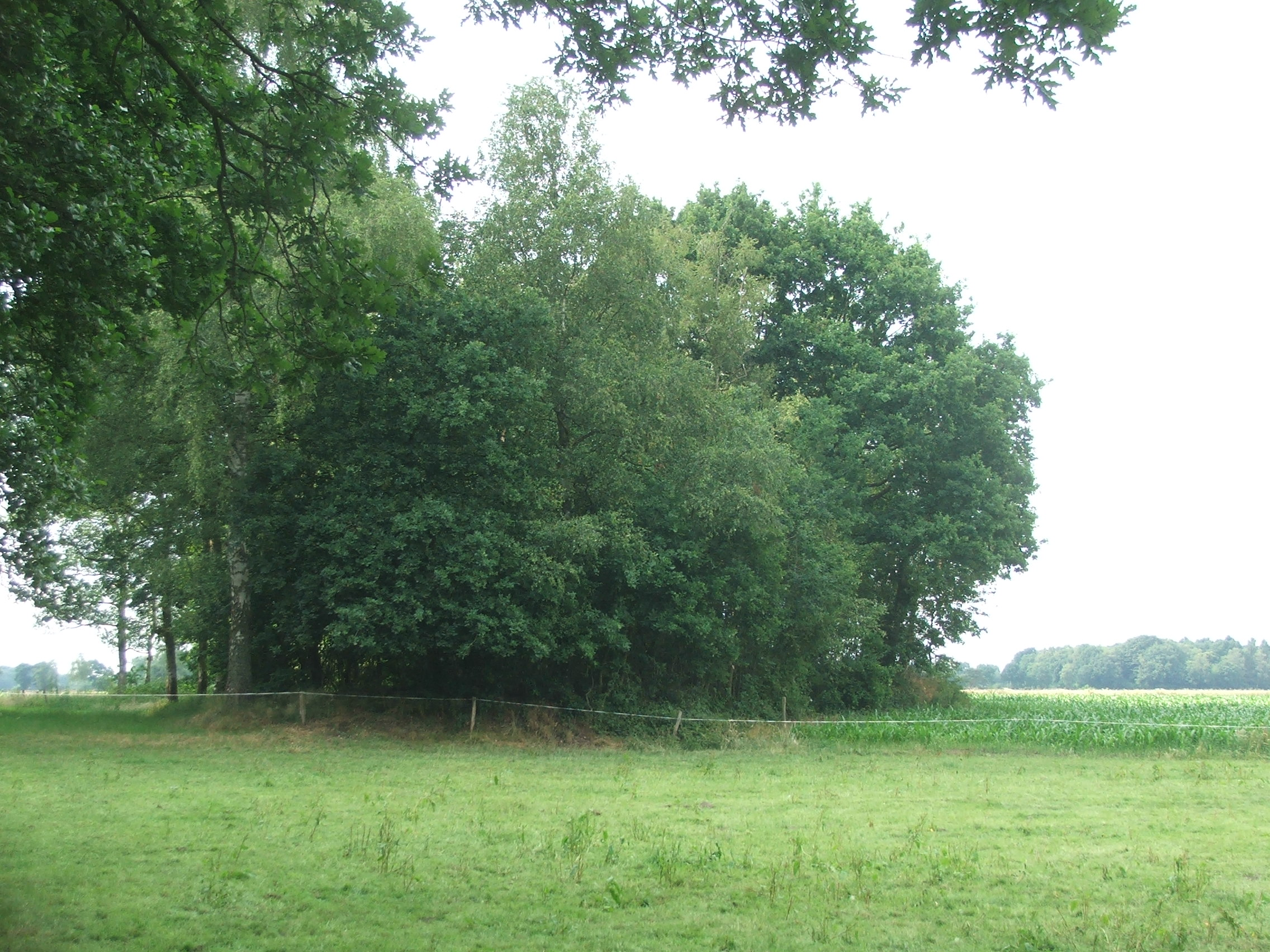
Hügelgräber bei Rispel (östlich der Straße)

Rispel ist eine Ortschaft in der Stadt Wittmund im Landkreis Wittmund in Niedersachsen. Sie gehört zum Wittmunder Ortsteil Leerhafe.

## Lage
Rispel liegt sechs Kilometer südlich vom Kernbereich Wittmunds und 1,5 Kilometer südöstlich von Leerhafe. Die Ortschaft befindet sich an der L 11, die von Wittmund über Leerhafe nach Friedeburg führt, und an der L 813, die zur neun Kilometer entfernten, von Rispel aus gesehen nordöstlich liegenden Kreisstadt Jever führt.

## Geschichte
Rispel wird zum ersten Mal 1480 urkundlich erwähnt. Der Name lässt sich als „Niedriger Buschwald aus Gestrüpp“ übersetzen.

## Sehenswürdigkeiten
Südlich von Rispel, im Bereich des Knyphauser Waldes, befinden sich Hügelgräber. Von den ursprünglich etwa 100 Hügeln, die aus der Bronzezeit stammen, wurden die meisten um 1900 eingeebnet. Es blieben nur einige erhalten.